# Кійосумі-Мару
Кійосумі-Мару (Kiyosumi Maru) — судно, яке під час Другої світової війни переобладнали в допоміжний крейсер; брало участь у операціях японських збройних проти атола Мідвей, в архіпелазі Бісмарка, на Новій Гвінеї та в Мікронезії.

## Початок історії судна
Кійосумі-Мару спорудили як вантажопасажирське судно в 1934 році на верфі Kawasaki Dockyard у Кобе на замовлення компанії Kokusai Kisen. У наступні роки воно ходило на лінії між Кобе та Нью-Йорком, а також відвідувало порти Пенанг, Сінгапур, Маніла, Моджі, Йокогама, Лос-Анджелес, Галвестон, Нью-Орленан та Балтімор.
1 листопада 1941-го Кійосумі-Мару реквізували для потреб Імперського флоту Японії. Завдяки високій швидкості та розмірам судно призначили для переобладнання в допоміжний легкий крейсер, який, за зразком німецьких рейдерів, міг би діяти на віддалених комунікаціях ворога. До 18 грудня судно пройшло в Осаці відповідну модернізацію, під час якої його озброїли чотирма 140-мм гарматами та двома 13-мм зенітними кулеметами. Також корабель отримав двотрубний 533-мм торпедний апарат, а на верхній палубі Кійосумі-Мару розмістили гідролітак Kawanishi E7K2 «Alf», що дозволяло кораблю самостійно забезпечувати себе розвідувальними даними під час рейдів.
По завершенні модернізації Кійосумі-Мару включили до 24-ї дивізії крейсерів, втім, корабель так ніколи й не вийшов на комунікації ворога, а виконував транспортні функції. Швидкість і озброєння Кійосумі-Мару сприяла його залученню до транспортування військових контингентів.

## Операція проти Мідвею
До початку травня 1942-го корабель курсував лише між японськими портами, а 15 травня вийшов з Куре, маючи на борту військовослужбовців 5-го батальйону морської піхоти ВМБ Куре. У складі конвою Кійосумі-Мару пройшов на Маріанські острови (тут він відвідав Гуам та Сайпан), а 28 травня в межах операції проти атола Мідвей вийшов у море разом із 12 транспортними суднами під охороною 1 легкого крейсера, 10 есмінців та 2 гідроавіаносців.
3 червня 1942-го транспортний загін двічі був атакований ворожими літаками, при цьому Кійосумі-Мару зазнав незначних пошкоджень від обстрілу. Наступної доби японське ударне авіаносне з'єднання зазнало катастрофічної поразки і 5 червня операцію проти Мідвею скасували. 13 червня транспортний загін прибув на Гуам. Далі Кійосумі-Мару ймовірно перейшов до Маніли, а 26 червня — 2 липня пройшов до Куре.

## Рейс до архіпелагу Бісмарка
14 липня 1942-го Кійсому-Мару вирушив до нового місця служби в Південно-Східній Азії. Він пройшов через Такао (наразі Гаосюн на Тайвані) та 23 числа прибув у Сінгапур, звідки одразу рушив до Пенангу.
7 серпня 1942-го союзники висадились на сході Соломонових островів, що започаткувало шестимісячну битву за Гуадалканал та змусило японське командування перекидати до регіону підкріплення. Кійосумі-Мару став частиною першого ешелону конвою, який доставив 38-му піхотну дивізію. У другій половині вересня корабель прийняв у Белавані (північне узбережжя острова Суматра) близько 3000 військовослужбовців, а 6 жовтня досягнув Рабаула — головної передової бази в архіпелазі Бісмарка, з якої здійснювались операції на Соломонових островах та сході Нової Гвінеї.

## Рейси до Нової Гвінеї
Станом на початок зими 1942—1943 років Кійосумі-Мару знову перебував у Сінгапурі, звідки 2 грудня вийшов у складі конвою до Рабаулу та не пізніше ніж за два тижні вже був у архіпелазі Бісмарка.
16 грудня 1942-го Кійосумі-Мару рушив з Рабаулу разом із загоном, який переважно складався з воєнних кораблів та мав доправити війська для зайняття Веваку на північно-східному узбережжі Нової Гвінеї. 18 грудня кораблі досягли пункту призначення та почали розвантаження, після чого вирушили у зворотний рейс до Рабаула.
20 грудня 1942 — 3 січня 1943 Кійосумі-Мару у складі конвою здійснив перехід з Рабаула до Куре. Протягом січня він відвідав японські порти Йокосука та Сасебо, а потім прибув до китайського Ціндао. 28 січня Кійосумі-Мару рушив звідси у складі другого ешелону конвою «Хей № 3 Го» для доставки військ до Веваку (так само північне узбережжя Нової Гвінеї за три сотні кілометрів на північний захід від Мадангу), при цьому він транспортував батальйон 239-го піхотного полка 41-ї піхотної дивізії. Лише 18 лютого цей загін досягнув Палау (важливий транспортний хаб на заході Каролінських островів), де провів бункерування та наступної доби рушив далі. На виході з бази конвой був атакований підводним човном, проте перші залпи останнього не потрапили у ціль, а потім субмарину відігнав патрульний літак. 26 лютого другий ешелон «Хей № 3 Го» досягнув Веваку та почав розвантаження.

## Служба у березні— вересні 1943
Протягом березня — червня 1943-го Кійосумі-Мару відвідав Формозу та ряд японських портів, а 30 червня — 10 липня пройшов у складі конвою до Сінгапуру. 13 липня він вирушив звідси для доставки військовослужбовців та припасів на острови Нанкаурі та Кар-Нікобар (три сотні кілометрів на північний захід від північного завершення Суматри).
2 серпня 1943-го Кійосумі-Мару вже прибув до Такао (наразі Гаосюн на Тайвані), 7 серпня вирушив звідси та того ж місяця був у Рабаулі. 6 вересня корабель прибув на атол Трук у центральній частині Каролінських островів (тут ще до війни створили потужну базу японського ВМФ, з якої до лютого 1944-го провадились операції у цілому ряді архіпелагів), далі рушив на Сайпан, а 14 вересня досягнув Куре.

## Конвої «Тей Го»
18 вересня 1943-го Кійосумі-Мару прибув до Шанхаю, де прийняв 1300 військовослужбовців 53-го піхотного полка 17-ї піхотної дивізії, а також 170 автомобілів. За кілька діб він вирушив у складі конвою «Тей №2 Го», кінцевим пунктом призначення якого був Рабаул. 2 жовтня загін прибув на Трук і тієї ж доби рушив далі, а 5 жовтня почав розвантаження у Рабаулі. 6—9 числа Кійосумі-Мару пройшов на Трук, а вже 18 жовтня знову був у Шанхаї.
Прийнявши на борт 1300 військовослужбовців 81-го піхотного полку та ряду інших підрозділів 17-ї дивізії, корабель 21 жовтня 1943-го знову рушив до архіпелагу Бісмарка в конвої «Тей №4 Го». 28 жовтня швидкохідний конвой прибув на Трук, а 1 листопада попрямував на південь. 3 листопада за сотню кілометрів на північ від Кавієнга (друга за значенням японська база в архіпелазі Бісмарка на північному завершенні острова Нова Ірландія) Кійосумі-Мару зазнав пошкоджень при нальоті двох десятків ворожих бомбардувальників, виявилось затопленим машинне відділення. Один з кораблів ескорту — легкий крейсер «Ісудзу» — узяв Кійосумі-Мару на буксир, також на допомогу вислали цілий ряд бойових кораблів.
4 листопада 1943-го Кійосумі-Мару вдалось привести в Кавієнг. З пошкодженого судна зняли частину вантажу (зокрема, сім польових, чотири протитанкові та дві гірські гармати) і більш як тисячу військовослужбовців, які перейшли на легкі крейсери «Юбарі», «Ісудзу», «Нака», есмінці «Ісокадзе» і «Мінадзукі» та були доправлені ними в Рабаул.
25 грудня 1943-го під час удару авіаносного з'єднання по Кавієнгу Кійосумі-Мару отримав нові пошкодження. Втім, вже 30 грудня він зміг вийти на Трук у супроводі есмінця «Юкадзе» та тральщика W-22. Наступної доби цей загін помітили з американського підводного човна USS Balao, який розпочав переслідування. Незадовго до завершення 1 січня 1944-го в районі за п'ять з половиною сотень кілометрів на південний захід від Труку Balao випустив шість торпед, три з яких влучили в Кійосумі-Мару. Втім, корабель не затонув, а того ж дня з Трука прибув легкий крейсер «Нака» і узяв його на буксир. 2 січня до нього приєднався есмінець «Танікадзе», тоді як легкий крейсер «Ойодо» та есмінець «Акідзукі» забезпечували ескорт. До рятувальної операції долучились переобладнаний мінний загороджувач «Кінджо-Мару» та мисливець за підводними човнами CH-29. У підсумку 8 січня Кійосумі-Мару вдалось дотягнути Труку.

## Загибель судна
17 лютого 1944-го по Труку завдало потужного удару американське авіаносне угруповання (операція «Хейлстоун»), яке змогло знищити у цьому рейді кілька бойових кораблів та близько трьох десятків інших суден. Вранці того дня літаки з авіаносця USS Yorktown поцілили «Кійосумі-Мару» першою бомбою в один з трюмів, а після опівдня пілоти авіаносця USS Enterprise досягли ще двох бомбових влучань обабіч надбудови. Унаслідок завданих пошкоджень судно затонуло в районі з глибиною 31 метр, загинуло 43 члени екіпажу.